# Lijst van burgemeesters van Slenaken
Dit is een lijst van burgemeesters van de voormalige Nederlandse gemeente Slenaken tot die gemeente op 1 januari 1982 opging in de gemeente Wittem.
| Ambtsperiode | Naam burgemeester      | Partij of stroming | Bijzonderheden |
| ------------ | ---------------------- | ------------------ | --- |
| 1825 - 1830  | Corneil M.J. Hausoul   |                    | In september 1825 krijgt Slenaken zijn eerste burgemeester. De tijd daarvoor is er in de akten enkel sprake van 'de schout'. |
| 1831 - 18??  | Jan H. Vaessen         |                    | |
| 18?? - 18??  | J.F. Aussens           |                    | tevens (tijdens deel van deze periode?) burgemeester van Noorbeek                                                            |
| 1843 - 1880  | H. Scheepers           |                    | |
| 1880 - 1881  | H.H.M. Broers          |                    | |
| 1881 - 1899  | A. van Melsen          |                    | |
| 1899 - 1910  | C.H. Smeets            |                    | |
| 1910 - 1929  | H.W. Speetjens         |                    | |
| 1929 - 1962  | Leo (A.H.L.) Speetjens |                    | zoon van voorganger |
| 1962 - 1982  | Léon (F.L.H.) Bogman   |                    | tevens burgemeester van Noorbeek (1969-1982)                                                                                 |